# 豪萨托尼河
豪萨托尼河（英語：Housatonic River，/ˌhuːsəˈtɒnɪk/）是美国东北部的一条河流，长约149英里（240），位于麻薩諸塞州的西部和康乃狄克州的西部。其流域面积约1,950平方英里（5,100平方），覆盖了康乃狄克州西南部，最终流向东南偏南进入長島海灣。其东侧即为康乃狄克河流域。生活在这一地区的鸟类和鱼类会富集大量多氯联苯而带有健康风险。